# HCAR戰鬥步槍
重型戰鬥突擊步槍（簡稱：HCAR；又稱：重型戰鬥突擊步槍，簡稱HCAR；以下亦沿用簡稱稱呼）是一款由美国俄亥俄軍械廠所生產的戰鬥步槍，為M1918白朗寧自動步槍的現代化改進型，並且在第143屆全国步枪协会展會上推出，發射.30-06春田（7.62×63毫米）口徑步枪子彈。

## 歷史
HCAR是俄亥俄軍械廠以著名枪械设计师约翰·勃朗宁所研製的轻机枪（自動步槍）M1918白朗寧自動步槍為基礎的現代化改進型。後者至1917年研製出來以後，獲美军從一战時期少量使用到二战時期大量使用，一直生產直到1950年，而直到1970年代還是有國家把其作為制式武器之一。然而該槍的缺點亦十分明顯：20發彈匣容量限制了火力持續性，持續射擊會燒灼槍管而且無法快速更換槍管，其重量（全重達到7.5公斤）不方便攜行，發射大威力步槍子彈的後座力和使用手握式槍托使全自動射擊時難於控制精度。這些因素妨礙它扮演真正輕機槍的角色。
2006年，以生產軍用機槍的半自動改造型號而聞名的美國槍械製造商俄亥俄軍械廠開始生產兩種M1918 BAR的半自動型，一種是一戰時期的M1918型半自動型並命名為「A1918」；另一種是M1918A2型的半自動型並命名為「1918A3」。在這年代生產的兩種M1918 BAR的半自動型都已經改為使用數控機床，而且使用比當年的更好的钢材生產。2013年年底，俄亥俄軍械廠將白朗寧自動步槍現代化改進為HCAR。

## 設計細節
HCAR與其前身M1918 BAR一樣發射.30-06春田（7.62×63毫米）口徑步枪子彈，並且由俄亥俄州軍械廠重新進行工程設計，以消除原槍M1918 BAR的固有缺點。由於HCAR的改進都主要集中在外部，內部結構上基本沒有改變。另外，該公司亦正在計劃未來推出該步槍的多種口徑的版本。
該槍取消了多個佔其重量一大部分的木製和鋼製零部件或僅作為自動步槍使用時不必要的部件，例如木製固定槍托、機械瞄具和提把，前者還會大量使用許多現代技術和材料，包括高科技複合材料重新設計及取代。而護木、手槍握把、彈匣插口護板、機匣下部零件皆由碳纖維增強聚合物製造以減少該槍的重量。使用的槍托為馬格普CTR可伸縮式鏤空槍托，具有前後多段位置和托腮板。拉機柄連接到槍機機框左機匣，並且留下拉機柄導槽以允許由左手直接操作，而射擊手仍可保持在手槍握把的位置。機匣後部裝有原槍沒有的液壓緩衝適配器，除了令步槍直槍身化，還可減少使用者所感受到的後座力；尤其是對於發射大威力步槍子彈的武器而言，這是十分重要的。
HCAR的槍管長度由609.6毫米（24英吋）縮短至406.4毫米（16英吋；這在美國全國槍械法（簡稱：NFA）以下為不需要徵稅和註冊的最短步槍槍管長度要求），表面具有大量椭圆形酒窩式凹坑，以減輕槍管重量和增加散熱面积。由於原槍上的機械瞄具和已被拆卸取。槍口具有螺紋，以安裝現代化AAC消焰器或消聲器。並且在導氣箍增加一具具有三個氣體設置的氣體調節器，藉由改變排氣孔模式控制作用於活塞頭上的高壓火藥燃氣增加作用於活塞頭上的火藥氣體的壓力，以減少射擊時火藥燃燒後剩下的積碳殘渣或是污物進入槍身機構後殘留在槍機機框和機匣以內累積而增加的摩擦阻力對動作可靠性和射擊精度的影響，使武器保持正常工作。
HCAR可以使用原廠設計的新型30發可拆卸式彈匣供彈，這比BAR的20發彈匣要多10發；當然，HCAR仍可使用BAR的20發彈匣供彈。
另外機匣與護木共增加了5條MIL-STD-1913戰術導軌，可以安装各种设备及配件，讓用戶自行增加武器的性能。由於原槍上的機械瞄具已被拆卸，HCAR所採用的特洛伊工業機械瞄具是藉由戰術導軌所裝上。機匣加上護木上方的戰術導軌底部還特別鏤空，兩者搭配就可以使用串連式安裝光學瞄準具，前後串連式安裝配置模式可以擴大瞄準具附件的加裝應用模式。
整體而言，經過輕量化以後的HCAR比M1918 BAR幾乎減少8磅，而且新增的戰術導軌使它完全可定製化，更容易讓使用者操作以使其適應其個人喜好。根據美國法律規定，提供給感興趣的收藏家和槍械愛好者的民用型HCAR只能半自動射擊。

## 流行文化

### 電子遊戲
- 2015年—：命名為「HCAR」，歸類為戰鬥步槍，載彈量20+1發，能夠由執法機關執行者（Enforcer）所使用（罪犯解鎖條件為：以任何陣營進行遊戲使用該槍擊殺1,250名敵人後購買武器執照），價格為$37,200。可加裝各種瞄準鏡（反射、眼鏡蛇、全息瞄準鏡（放大1倍）、PKA-S（放大1倍）、Micro T1、SRS 02、Comp M4S、M145（放大3.4倍）、PO（放大3.5倍） 、ACOG（放大4倍）、PSO-1（放大4倍）、IRNV（放大1倍）、FLIR（放大2倍））、附加配件（傾斜式機械瞄具、手電筒、戰術燈、激光瞄準器、穿甲曳光彈）、槍口零件（制退器、補償器、重槍管、抑制器、消焰器）及握把（垂直握把、粗短握把、直角握把）。單人模式當中則能夠由主角尼古拉斯·門多薩所使用。
- 2024年— 《使命召唤：现代战争III》：命名为DTIR 30-60，归类为战斗步枪。

## 外部連結
- （英文）—俄亥俄軍械廠官方網站—HCAR （页面存档备份，存于）
- （英文）—Soldier Systems Daily—HCAR - BAR for the 21st Century from Ohio Ordnance Works （页面存档备份，存于）
- （英文）—DefenseReview.com—Ohio Ordnance HCAR (Heavy Combat Assault Rifle): Quick, Cursory Analysis of a Modernized SOPMOD BAR (Browning Automatic Rifle) (Video!) （页面存档备份，存于）
- （英文）—Patriot Enterprises Firearms—HCAR Heavy Counter Assault Rifle Pre-Release Announcement
- （英文）—The Firearm Blog.com—
  - Ohio Ordnance Works HCAR (Modernized BAR) （页面存档备份，存于）
  - Ohio Ordnance HCAR （页面存档备份，存于）
  - 30-06 HCAR Given the FPSRussia Treatment （页面存档备份，存于）
  - Setting the BAR higher, HCAR designer interview （页面存档备份，存于）
  - Gun Review: Ohio Ordnance Works HCAR （页面存档备份，存于）
- （简体中文）—大吴哥网—BARM1918自动步枪近百年前的枪都能这么时髦
- （简体中文）—空中网军事频道—美国HCAR 勃朗宁M1918步枪百年传奇焕发新生 （页面存档备份，存于）